# Saint-Séglin

Saint-Séglin este o comună în departamentul Ille-et-Vilaine, Franța. În 1 ianuarie 2022 avea o populație de 600 de locuitori.